# Син Ён Рок
Син Ён Рок (кор. 신영록?, 辛泳錄?; 27 марта 1987, Сеул) — южнокорейский футболист, нападающий.

## Карьера
Выступал за клубы из Кореи и Турции. В начале января 2010 года подписал контракт с «Томью», но клуб не смог его заявить в связи с проблемой с трансферным листом, 28 апреля было объявлено, что нападающий покинул расположение «Томи» и вернулся на родину.